# Alekséi Leóntiev
Alekséi Nikoláyevich Leóntiev (del ruso: Алексе́й Никола́евич Лео́нтьев) (18 de febrero de 1903, Moscú – 21 de enero de 1979, Moscú) fue un psicólogo soviético que se dedicó a la psicología del desarrollo y fundó la teoría de la actividad.

## Biografía
A. N. Leóntiev trabajó con Lev Vygotski (1896-1934) y Aleksandr Lúriya (1902-1977) desde 1924 hasta 1930, colaborando en el desarrollo de una psicología marxista como respuesta al conductismo y el énfasis en el mecanismo estímulo-respuesta como explicación del comportamiento humano. Leóntiev dejó el grupo de Vygotski en Moscú en 1931 para asumir una posición en Járkov. Continuó trabajando con Lev Vygotski por un tiempo pero, eventualmente, hubo un quiebre en su colaboración, aunque continuaron comunicándose el uno con el otro sobre temas científicos (Veer and Valsiner, 1991). Leóntiev retornó a Moscú en 1950 como Jefe del Departamento de Psicología de la Facultad de Filosofía de la Universidad Estatal de Moscú. En 1966, se convirtió en el primer Decano de la recién establecida Facultad de Psicología en la Universidad Estatal de Moscú, donde trabajó hasta su muerte en 1979. Murió de un ataque al corazón.

## Obra científica
Los primeros trabajos científicos de Leóntiev estaban realizados bajo el marco del programa de investigación cultural-histórica de Vygotski y se enfocaban en la exploración del fenómeno cultural-mediático. Representativo de este periodo es el estudio de Leóntiev sobre la memoria mediada en niños y adultos: El desarrollo de altas formas de memoria, de 1931. 
La propia escuela de investigación de Leóntiev está basada en el completo análisis psicológico de los fenómenos de la actividad. El desarrollo sistemático de los fundamentos psicológicos de la Teoría de la actividad fue iniciado en los años 1930 por la Escuela de Psicología de Járkov (Kharkov School of Psychology) de psicólogos encabezados por Leóntiev e incluyeron investigadores tales como Zaporozhets, Galperin, Zínchenko, Bozhóvich, Asnin, Lúkov, etc. En su más completa forma, la teoría de la actividad fue subsiguientemente desarrollada e institucionalizada como la doctrina psicológica líder en la Unión Soviética en el periodo de la posguerra, luego de que Leóntiev se mudara de Járkov a Moscú y tomara un cargo docente en la Universidad Estatal de Moscú. 
Para Leóntiev, la ‘actividad’ consistía en esos procesos "que se concretan en la vida real de las personas en el mundo objetivo por el cual están rodeados, un ser social en toda la variedad y riqueza de sus formas" (Leóntiev 1977). El núcleo del trabajo de Leóntiev es la propuesta de que podemos examinar los procesos humanos desde la perspectiva de tres diferentes niveles de análisis. El más alto, nivel más general es aquel que dice que la actividad y las motivaciones lo conducen. En un nivel intermedio están las acciones y sus metas asociadas, y en el nivel más bajo está el análisis de las operaciones que sirven como medios para alcanzar los objetivos de mayor orden.

## Textos de Leóntiev en línea
En inglés
- Alexei Leont'ev archive @ marxists.org.uk: Activity, Consciousness, and Personality, 1978 & Activity and Consciousness, 1977

En ruso
- Леонтьев А.Н. (1947). Психологические вопросы сознательности учения
- Леонтьев А.Н. (1977). Деятельность. Сознание. Личность (idem)
- Леонтьев А.Н. (2000). Лекции по общей психологии
- Леонтьев А. Н. (1978). Воля
- Леонтьев А. Н. (1986). Проблема деятельности в истории советской психологии

## Obras en castellano
- El desarrollo del Psiquismo, Editorial Akal, 1983 - ISBN 9788473396363
- Psicología y Pedagogía (junto a Lev Vygotski y Aleksandr Lúriya), Editorial Akal, 2004 - ISBN 9788446022152